# Aikinita
L'aikinita és un mineral de la classe dels minerals sulfurs. Va ser descoberta en 1843 prop de Ekaterimburg als Urals (Rússia), sent nomenada així en honor d'Arthur Aikin, geòleg anglès. Sinònims poc usats són: aciculita, aikenita o patrinita.

## Característiques
És una sulfosal de coure, plom i bismut A més dels elements de la seva fórmula, sol portar com a impuresa la plata. Forma una sèrie de solució sòlida amb la bismutinita (Bi₂S₃), en la qual la substitució gradual del coure i el plom per bismut va donant els diferents minerals de la sèrie.
Segons la classificació de Nickel-Strunz, l'aikinita pertany a «02.H - Sulfosals de l'arquetip SnS, amb Cu, Ag, Fe, Sn i Pb» juntament amb els següents minerals: friedrichita, gladita, hammarita, jaskolskiïta, krupkaïta, lindströmita, meneghinita, pekoïta, emilita, salzburgita, paarita, eclarita, giessenita, izoklakeïta, kobellita, tintinaïta, benavidesita, jamesonita, berryita, buckhornita, nagyagita, watkinsonita, museumita i litochlebita.

## Formació i jaciments
És un mineral inusual que es forma en vetes per alteració hidrotermal. Sol trobar-se associada a altres minerals com: l'or, la pirita, la galena, la tennantita, la bismutinita, l'enargita, la calcopirita o el quars.